# 老站街道
老站街道，是中华人民共和国吉林省通化市东昌区下辖的一个乡镇级行政单位。

## 行政区划
老站街道下辖以下地区：
佐东社区、佐安社区、棉纺社区、一建社区、新园社区、育才社区、景泰社区、和平社区、站前社区、前峰社区和洞泉社区。